# Thomas Helly
Thomas Helly (20 ottobre 1990) è un calciatore austriaco, attaccante del Maria Anzbach.

## Carriera
Debutta nella Bundesliga austriaca il 13 maggio 2010 nel pareggio contro l'Austria Kärnten.